# Breed
Breed (рус. Особь) — научно-фантастическая компьютерная игра, разработанная Brat Designs и изданная cdv Software Entertainment. Игра была выпущена в США и Европе в марте и апреле 2004 года для PC и Mac.

## Сюжет
В 2600 году большинство жителей Земли покинуло свои дома, образовав колонии в двойной звездной системе. В этих колониях продолжался обычный образ жизни, но вскоре последний шаттл, прибывший в 2602 году, столкнулся с нападениями инопланетных существ неизвестного происхождения, которых назвали "Особи". Эти нападения несли страшные разрушения и выглядели бесцельными. Колонии были вынуждены послать сигнал бедствия на Землю.
В 2603 году военные силы объединились в "ОКК - объединенный космический корпус" и отправили свой флот, чтобы противостоять растущей угрозе со стороны "Особей". Флот состоял из лучших пилотов и был оснащен передовой техникой, а также дополнительными транспортными средствами и истребителями. Каждый крейсер в составе "ОКК" также нес на своем борту молодых, но преданных бойцов, создаваемых с помощью так называемых генетических стержней беременности.
После годичного путешествия флот прибыл в систему в районе 2604 года и сразу же столкнулся с сопротивлением со стороны "Особей". Битва была продолжительной и трудной, так как "Особи" не сдавались без боя, и их свирепость в компенсировала отсутствие интеллекта. Этот конфликт был назван "Колониальной войной".
В 2624 году "ОКК" объявил о своей победе в системе, однако цена её была высока - колонии были разрушены, флот получил серьёзные повреждения, и только "ОКК Дарвин" смог пережить сражение. Под командованием Саула Рихтера, легендарного капитана с более чем двумястами победами, корабль отправился обратно на Землю.
В 2625 году ветераны войны вернулись домой и обнаружили свой мир в огне. "Особи" завоевали Землю в их отсутствие. Человеческое население было порабощено или уничтожено, а выживших перевезли в трудовые лагеря.
Тем не менее, человечество не собиралось сдаваться. "ОКК Дарвин" скрывался на геостационарной орбите. Капитан Рихтер начал осуществлять "хирургические удары" по ключевым объектам врага. "Особи" ещё не полностью оправились после войны, поэтому их инфраструктура представляла собой уязвимую цель. В результате экипаж "ОКК Дарвин" смог связаться с человеческим сопротивлением, которым руководила Карла Альварес, харизматичный лидер. Вместе они надеялись одолеть врага и вернуть Землю человечеству.

## Геймплей
Игра Особь основана на шутере от первого лица. Геймплей может быть сравнён с Halo, но ближе к Rainbow Six, или Star Wars Republic Commando.
Отрядами можно командовать в различных формированиях или отдавать приказы о перегруппировке, прекращении огня и различных других командах. Члены отряда могут делиться боеприпасами и лечить друг друга. Они также могут ремонтировать транспортные средства или могут быть оставлены на вершине горы, например, чтобы обеспечить прикрытие для других участников. Игровой процесс Breed, основанный на отряде, похож на Battlefield 2: Modern Combat. Он позволяет игрокам выбирать за какого члена отряда играть и переключаться между ними во время боя. В этом отношении игроки могут решать многие миссии несколькими различными способами.
Игрок прокладывает себе путь через множество врагов и выполняет задачи миссии, поставленные перед ним командиром. Уровни состоят из широко открытых пространств, препятствий, таких как дороги, мосты и скалы, а также расширенных последовательностей полетов с использованием транспортных средств. Хотя путевые точки миссии отмечены, часто игроку приходится реализовывать стратегии, которые не включают очевидный подход с прямой видимости.
Вид игрока обычно от первого лица, но также может быть переключен на вид от третьего лица. Есть HUD дисплей, который показывает количество боеприпасов игрока, броню и выбранное оружие, а также компас и команды отряда. Игрок может носить два вида оружия одновременно, и в его распоряжении имеется широкий выбор оружия, начиная от энергетического оружия, такого как плазменные пушки, до стандартной штурмовой винтовки и нескольких особенных видов инопланетного оружия. Есть также целый ряд транспортных средств, таких как БТР, джип и космический истребитель, которые можно использовать в определённые моменты игры. Игроки могут свободно передвигаться в некоторых транспортных средствах, когда они находятся в движении, или загружать в них другие транспортные средства. Можно использовать дружественные огневые точки, такие как орудия на десантном корабле. Вражеские огневые точки также могут быть захвачены и использованы игроком. Однопользовательский искусственный интеллект можно оставить за управлением огневыми точками, чтобы он обеспечивал прикрывающий огонь. В некоторых случаях игроки могут пилотировать самолёт из космоса, пройти сквозь атмосферу Земли, а затем продолжить свое путешествие вниз к поверхности планеты. "Ядро игрового процесса" Breed позволяет одновременно разыгрывать различные аспекты миссии в космосе или на самой планете.
Онлайн-игра включает в себя несколько карт на выбор. Есть командный, рукопашный и стандартный режимы Смертельного боя. Многие карты включают транспортные средства. В общей сложности 16 игроков могут играть на любой заданной карте, но ИИ ботов не работает.

## Персонажи
Персонажи Breed в основном безымянные, но представлены в начале первой миссии как "Снайпер", "Пехотинец" и "Тяжелый стрелок".
Сержант Вествуд отдает вам приказы, но никогда не раскрывается, от кого именно они исходят (можно предположить, что это капитан Рихтер). В какой-то момент, в демо в начале игры, слышно, как сержант Ганни Вествуд замечает: "Война... чем она хороша?..", и его диалог включает в себя другие юмористические отсылки, раскрывающие сатирический уклон к элементам игры. Хотя эти элементы не включены в саму игру, что более серьёзна. Другие персонажи, которые появляются, - это солдат в инвалидном кресле (капитан Соул Рихтер), которому сержант произносит сатирическую речь в меню, и такие персонажи, как бойцы сопротивления.
Игрок может управлять 3 различными членами отряда: пехотинцем, снайпером и тяжелым стрелком, хотя в более поздних миссиях в их ряд также входит  специалист по ракетам. Каждый член отряда оснащен различным оружием, и им можно управлять в любой момент времени на протяжении всей миссии. Грунт, персонаж, с которым игрок начинает игру, обычно вооружен стандартной штурмовой винтовкой и дробовиком, но также может взять в руки другое оружие. Снайпер носит снайперскую винтовку и штурмовую винтовку, хотя иногда их заменяют пистолетом-пулемётом с глушителем. Тяжелый стрелок вооружен большим четырёхствольным миниганом для подавляющего огня. Можно также быть инженером или медиком.

## Критика
| Сводный рейтинг    | Сводный рейтинг |
| Агрегатор          | Оценка          |
| ------------------ | --------------- |
| GameRankings       | 54,59 %         |
| Metacritic         | 51/100          |
| Иноязычные издания |                 |
| Издание            | Оценка          |
| CGW                | 1.5/5           |
| Edge               | 3/10            |
| Game Informer      | 5.75/10         |
| GameSpot           | 4.2/10          |
| GameSpy            | 2/5             |
| GameZone           | 6.9/10          |
| IGN                | 7.3/10          |
| PC Gamer (US)      | 75%             |
| X-Play             | 2/5             |

Breed получила смешанные отзывы, согласно сайту агрегации обзоров Metacritic.